# Jack Straw (líder rebelde)
Jack Straw (provavelmente a mesma pessoa como John Rakestraw ou Rackstraw) foi um dos três líderes (junto com John Ball e Wat Tyler) da revolta camponesa de 1381, um evento importante na história da Inglaterra.

## Vida
Pouco se sabe sobre os líderes da revolta. Foi sugerido que Jack Straw pode ter sido um pregador. Alguns argumentaram que o nome era na verdade um pseudônimo de Wat Tyler ou de um dos outros líderes camponeses; todos eles parecem ter usado pseudônimos, aumentando a confusão.
Vários cronistas, incluindo Henry Knighton, mencionam Straw, embora ele erroneamente o confunda com Tyler. Thomas Walsingham declarou que ele era um padre e o segundo no comando dos rebeldes de Bury St Edmunds e Mildenhall. Esta história é provavelmente o resultado da confusão com um John Wrawe, um padre despreparado que anteriormente foi vigário de Ringsfield, perto de Beccles em Suffolk, e que parece ter liderado a insurgência de Suffolk. Walsingham também afirma que Straw e seus seguidores assassinaram tanto figuras locais notáveis em Bury e, após chegar à capital, vários de seus residentes flamengos, uma acusação também feita por Froissart. No entanto, de acordo com informações na igreja de St Mary em Great Baddow, Essex, Jack Straw conduziu uma multidão malfadada do cemitério local para os levantes, e em outro lugar ele é referido como o líder dos homens de Essex (ao contrário de Tyler, que liderou os rebeldes de Kent).
Em geral, supõe-se que Straw foi executado em 1381 junto com as outras figuras principais da Revolta. Froissart afirma que após a morte de Wat Tyler em Smithfield, ele e John Ball foram encontrados "em uma velha casa escondida, pensando ter sido roubada", e decapitados. Walsingham dá uma longa (e provavelmente inventada) confissão na qual Straw afirma que os planos dos insurgentes eram matar o rei, "todos os proprietários de terras, bispos, monges, cônegos e reitores de igrejas", estabelecer suas próprias leis e incendiar Londres.
As crônicas posteriores de Raphael Holinshed e John Stow, além de detalhar a confissão, repetem uma história, originada no relato de Richard Fox do século XV, de que Jack Straw, apelido de John Tyler, foi provocado em suas ações por uma agressão perpetrada contra sua filha por um cobrador de impostos.

## Na cultura popular
Quer Straw fosse uma pessoa real, um pseudônimo de Tyler ou simplesmente o resultado da confusão por parte de cronistas distantes dos eventos que estavam descrevendo, ele passou a fazer parte da narrativa popular da revolta. Ele e os outros líderes rebeldes são apresentados em Vox Clamantis de John Gower, no Livro I, Capítulo XI.:783–90 A derrota dos rebeldes é abordada no Capítulo IXX. As notas de Macaulay para Vox incluem a tradução de Thomas Fuller da passagem do Capítulo XI.

Tom comes thereat, when called by Wat, and Simm as forward we find, 

Bet calls as quick to Gibb and to Hykk, that neither would tarry behind. 

Gibb, a good whelp of that litter, doth help mad Coll more mischief to do, 

And Will he does vow, the time is come now, he'll join in their company too. 

Davie complains, whiles Grigg gets the gains, and Hobb with them does partake, 

Lorkin aloud in the midst of the crowd conceiveth as deep is his stake. 

Hudde doth spoil whom Judde doth foil, and Tebb lends his helping hand, 

But Jack the mad patch men and houses does snatch, and kills all at his command. :xxxvii
As falas de Gower foram parodiadas por Geoffrey Chaucer. Straw é mencionado no Conto do Padre da Freira dos Contos de Cantuária, como o líder de uma multidão visando trabalhadores estrangeiros:
Certes, he Jakke Straw and his meinee

Ne made nevere shoutes half so shrille,

Whan that they wolden any Fleming kille.
Straw foi fundamental para uma peça anônima de 1593 que dramatizou os eventos da Insurreição, A Vida e a Morte de Jack Straw. Na era moderna, o relato bastante confuso dos eventos foi brevemente satirizado na paródia de Sellar e Yeatman da história popular 1066 and All That, da era eduardiana, afirmando que os camponeses se revoltaram "em vários reinados sob líderes memoráveis como o Gato Preto, o Chapéu de Palha, John Bull e What Tyler?", com objetivos incluindo "descobrir [...] qual deles era o líder da rebelião".
Foi homenageado com um pub em seu nome nos arredores de Hampstead Heath, Londres, que fechou em 2002. O Jack Straw's Castle, considerado o pub mais alto de Londres, recebeu o nome de uma história em que ele se dirigiu a grupos de rebeldes na charneca de uma carroça de feno que ficou conhecida como "Castelo de Jack Straw".
O político britânico Jack Straw (nascido John Whitaker Straw, 1946) adotou o nome de "Jack", supostamente em homenagem ao líder rebelde.